# 無職轉生～到了異世界就拿出真本事～角色列表
本列表為日本輕小說《無職轉生～到了異世界就拿出真本事～》中登場人物的介紹。

## 主要人物
魯迪烏斯·格雷拉特（Rudeus Greyrat，聲：內山夕實、杉田智和〈前世〉／下野紘〈廣播劇CD〉（日本）；張乃文、張騰〈前世〉（台灣））
昵称是“鲁迪”，本作的主角，人族。從现代日本轉生到六面世界，這一世出生在甲龍曆407年阿斯拉王国菲托亞領地的布耶纳村。主角前世時由于高中时期的欺凌，他把自己关在家里直到34岁，也没有参加父母的葬礼，他的兄弟们也因此把他赶出了家门。不久之后，他在试图帮助三名差点被卡车撞死的高中生时意外身亡。转世之后，由于后悔在前世什么事情都半途而废，所以决定这次要认真的态度活下去。
因为前世是个落魄者，他不愿意抛弃弱者和落魄者，而是尽自己所能。因此他被认为是一个勤奋和善良的人，但他本质上是一个好色的调皮鬼，也会在内心开玩笑嘲笑对方。当他转世时，他并没有完全消除前世的不好的一面，但通过与各种各样的人相遇，他得到了成长。
为了“作出努力”，从小开始学习魔法、剑术、语言等。为了“不得意忘形”，极力避免与他人发生摩擦。为了“不责怪别人”，即使发生什么事情，也要考虑对方的处境和自己的不好之处。语言除了“日语”以及童年时期学到的“人类语”以外，还有从基列奴那里学到的“兽神语”，洛琪希的词典中学到的“魔神语”，以及语法的基础更接近人类语的“鬥神语”。
由于他从小接受的魔法训练以及身体里拉普拉斯因子的影响，魔力总量极高。可以无咏唱地使用攻击魔法，所以他可以控制生成并集中魔力，这让他即使是低等级的魔法也能以帝级的威力释放。但是，人类身体无法承受与魔力总量相称的魔法，因此无法使用具有巨大魔力总量的魔法。他的攻击魔术可以不吟唱，治疗魔术等只有吟唱才能使用。他的专长是“岩石炮弹”以及水和土的混合魔法“泥沼”，前者通过用魔力塑造一块石头，使其旋转并以超高速射出。
剑术除了受制于没有斗气外，师父保罗因为讨厌适合的北神流而没教他，而他的下一任师父基列奴是剑神流的剑客，被教授了不适合的剑神流，所以在中级剑士止步不前。在十一岁时，魔界大帝奇希莉卡将他右眼变成了一只魔眼“预知眼”，使他能够看到几秒钟的未来，使得他面对高级剑士，即使没有魔术也能获胜。
在从家教洛琪希那里学会了魔法后，他把魔法教给了希露菲，为了赚取拉诺亚魔法大学学费，成了艾莉丝的导师。在他10岁生日的第二天发生的菲托亚领土转移事件中，他和艾莉丝一起被送到了魔大陆，在那里被斯佩路德族的瑞杰路德救了出来，然后三人一起组成了冒险者「Dead End」前往阿斯拉王国。经过三年的寻找，他们到达了菲托亚领土，在瑞杰路德和艾莉丝离开后，为了寻找他失踪的母亲塞妮丝，出发到中央大陆的北部。在拉龐找到保羅與莉莉雅等人會合後，在攻略S級迷宮面對迷宮守護者魔石九頭龍之時，因為想起前世神話對付九頭龍的方法，並與保羅配合攻略(保羅斬斷龍頭，魯迪近距離使用火焰燒斷頭傷口以防止龍頭再生)，於僅剩下一顆頭之際，九頭龍扭動龐大的身體利用斷頸進行大範圍攻擊，而魯迪因過於靠近九頭龍，導致無法理解預知眼中所看到的混亂景象，在一瞬間產生了遲疑，殊不知已被最後一顆龍頭視為最大威脅而鎖定，最後因保羅捨身掩護踢開，魯迪再以左手插入龍眼中施放土魔術打穿鱗片，而自己的左手在龍眼閉起的瞬間被眼皮的鱗片瞬間切斷，由於龍頭上的抗魔鱗片已剝落，使洛琪希的火魔術能給最後的龍頭致命一擊，之後雖成功解救出賽妮絲，卻因自己的失誤而失去保羅感到傷心，隨後得知賽妮絲喪失記憶接近廢人狀態，在雙親遭遇的雙重打擊下想起自己對前世雙親的愧疚，導致精神狀態近乎崩潰。
在北部的搜寻中，为了让塞妮丝找到自己，以冒险家的身份四处奔波，两年后，他被称为“泥沼的鲁迪烏斯”。后来他从艾莉娜丽洁得知塞妮丝在贝卡利特大陆，而保罗等人前往此地，自己则在艾莉娜丽洁和人神的建议下进入了拉诺阿魔法学院作为特别学生。虽然他的实力得到了世界上最有权势的人的认可，但是由于他见过很多这样的压倒性强者和对前世的反省，他的自我评价很低。相反，人们倾向于误以为偶然的成功是一种作战计划。
先後迎娶希露菲葉特、洛琪希和艾莉絲三人為妻，並與三名妻子生下二子四女。
於甲龍曆481年以74歲高齡病逝，據說葬禮時來自各方的參加者多達5000人。
希露菲葉特（Sylphiette）／希露菲葉特·格雷拉特（Sylphiette Greyrat，聲：茅野愛衣）
種族是混血（人族1/2・長耳族1/4・獣族1/4），昵称是“希露菲”，出生於甲龍曆407年，一个住在布耶那村的女孩，她有一头绿色的短发，外表瘦弱，像男孩子，但性格很顾家，温顺听话。因为头发的颜色和被称为恶魔的魔族“斯佩路德”一样是绿色，所以一直被村里的孩子们欺负，但是在鲁迪的帮助下得救，鲁迪成为了她的朋友并被鲁迪教授了魔法。
她有拉普拉斯因子，魔力总量比鲁迪少得多，但比大多数人多，在魔力控制方面也不如鲁迪。她不能同时使用两种魔法，在攻击魔法方面远不及鲁迪，但与鲁迪不同的是，她可以在无咏唱的情况下使用治愈魔术，作为治愈魔法师非常出色。拥有斗气，装备魔力附加物，具有圣级剑士般的战斗能力。
虽然对鲁迪有好感，但他们的父母担心他们正在形成相互依存，所以把他们分开了。鲁迪离开村子去做家庭教师后，她在诊所里帮助塞妮丝，并从莉莉雅那里学习礼仪。
在菲托亚领土转移事件中被转移到阿斯拉王宫上空。于是用魔法阻止了坠落，并在着陆点救了偶然遭到魔獸襲擊的愛麗兒公主。之後經過一番曲折，她女扮男裝，自稱菲兹，成為愛麗兒的守護術士。作為第二公主派的最強戰力，她擊败了第一王子派企圖行刺公主的刺客，並保護愛麗兒逃離阿斯拉王國到拉諾亞魔法大學留學。
她听说鲁迪在担任冒险家，于是鼓励副校长吉纳斯邀请鲁迪进入魔法大學。但是因为她穿着白发男装，所以鲁迪没有认出他来。直到因為愛麗兒設計重現兩人遇雨後同處一室取暖的兒時記憶，魯迪才終於與她相認。
因為以失傳春藥及獻出自己的初夜讓魯迪擺脫了不舉隱疾，加上原本就互有好感，之後她接受求婚成為魯迪的第一位妻子，並在之後生下長女露西與次子齊格哈魯特。
即使後來魯迪又陸續迎娶另外兩名妻子，但一來她對此表達開放包容的態度，對所有孩子也都一視同仁，二來洛琪希和艾莉絲都對她十分尊重，因此家中氣氛相當融洽。三名妻子情同姊妹，膝下手足們的關係也很緊密。
因為自認魔法和劍術造詣不如洛琪希和艾莉絲，在她們過門成為魯迪妻子及愛麗兒登基之後便退居幕後，專責在背後為丈夫提供扶持，並在愛夏協助下掌管魯迪家中大小事務。負責孩子們的家事與禮儀教育，孩子們以「白媽媽」作為她的暱稱。
魯迪過世時，由她代表格雷拉特家對外發布訃聞。
洛琪希·米格路迪亞（Roxy Migurdia）／洛琪希·米格路迪亞·格雷拉特（Roxy Migurdia Greyrat，聲：小原好美／廣橋涼〈廣播劇CD〉）
魔族“米格路德族”的魔法师，出生於甲龍曆373年。蓝色的头发紮成兩條辫子，看起来像一个睡眼蒙胧的女孩。外表年龄是14岁，但她登場时已是37岁。她彬彬有礼，勤奋好学，足以成为吟游诗人，但是她不花时间做事的性格使她遭到了不幸，而且还因为缺乏确认而犯了错误，因此被评价为“笨蛋”。
擅长水系魔法，通过缩短吟唱，可以比正常情况下更快地使用魔法。她有丰富的战斗经验和近战知识，更擅长对抗魔物而不是对抗人类。擅长的技能是降下冰矛的「冰枪暴风雪」 ，以及冷却水滴并冻结敌人的混合魔术「冰霜新星」（frost nova）。
她出生在魔大陆米格路德族的村子里，因为無法使用种族的特殊能力——念话（心灵感应）而感到被疏远，所以她离开了村子，成为一名冒险者。 在拉诺亚魔法学院师从吉纳斯后，四处冒險寻找工作，后被保羅聘为鲁迪的魔術家庭教师，不經意地解决了鲁迪前世以來的心理创伤后，就被鲁迪尊为神。因为在故乡被疏远，所以对像家人一样对待自己的格雷特家族有很深的感情。
当她得知魯迪一家遭逢菲托亚领地的转移災害时，她和艾莉娜丽洁、塔尔韩德一起到魔大陆幫忙尋找魯迪的家人。但是由于人神的干扰，她们没有注意到鲁迪就擦肩而过。通过魔界大帝奇希莉卡的“万里眼”得知了鲁迪他们的位置，与前往鲁迪所在的中央大陆北部的艾莉娜丽洁分別后，与塔尔韩德一起与米里斯神圣国的保罗会合，前往塞妮丝所在的贝卡利特大陆。
在轉移迷宮誤入陷阱與隊友失散並受困長達1個月，命懸一線之際被魯迪及時救起。見到自己的弟子有所成長，還成為自己的救命恩人，她因此對魯迪真正傾心；面對魯迪因喪父與母親失憶的自責而失意不振，開導魯迪不要將保羅之死和塞妮絲失憶完全視為自己的責任。並向其表達愛意、獻出了初夜，希望幫助魯迪擺脫傷痛並重新振作。
面對啟蒙恩師示愛，又做出巨大的犧牲，在返回夏利亞並獲得希露菲的同意後，魯迪將她迎娶入門，成為其第二位妻子。並在之後生下次女菈菈與三女莉莉。隨著家中子女漸長，負責孩子們的魔法教育，孩子們以「藍媽媽」作為她的暱稱。
在魯迪的推薦與安排下進入魔法大學任教，魯迪出差時不時也以魔法師隨扈身份同行。因此累積了相當豐厚的學識及實戰經驗，在魔法大學成為人氣教師之一。最終更成為魔法大學校長。
艾莉絲·伯雷亞斯·格雷拉特（Eris Boreas Greyrat，聲：加隈亞衣（日本）；連思宇（台灣））
阿拉斯王国高级贵族伯雷亚斯· 格雷拉特家族的千金大小姐，亦是魯迪烏斯的遠方堂姐，比魯迪大兩歲(甲龍曆405年)。特征是波浪状的深红色头发。有着被称为“狂犬”的凶暴性格，反复发生暴力事件，从贵族学校退学，家庭教师也被送往医院辞职，但不会主动打家人等重要的人，且如果得到一个令人信服的解释，即使不喜欢也会服从。她父亲菲利普也认为她自己不能作为一个贵族生活下去，所以让基列奴教她剑术（剑神流），并认为她以后只能做一个冒险者。
她的性格与具有攻击性的剑神派很相配，但也很难掌握被动的水神流。有着即使快死了也会想拖住敌人，只要鲁迪能胜利就好的无私奉献一面。性情爽朗，不会因为快速转换情绪而对任何不愉快的事情耿耿于怀，但是对于伤害鲁迪的人，即使问题解决了仍然怀有敌意。
她拥有出色剑术天赋和不屈不挠的战斗意志，师傅基列奴和瑞杰路德也认为她可以变得比现在更强。原本并不想变得那么强大的她，在对受雇于家庭教师鲁迪产生了好感后，为了配合他，她全身心地专注到唯一能打败鲁迪的方法的剑术中，来寻求足够的力量与他并肩作战。也因为是保护重要的人而变得更强大，对头衔不感兴趣。
在菲托亚领地转移事件中，她和鲁迪一起被送往魔大陆，在那里她遇到了瑞杰路德，并向他学习魔族的战斗法，最终前往菲托亚领地。但是，因为自己在没有魔法的比赛中输给了拥有预知眼的鲁迪，而鲁迪在赤龙下颚差点被龙神杀死，她發覺自己實際上已經愛上了鲁迪，也有想要保護鲁迪的心意，但與龍神一戰讓她發現自己什麼都做不了。看到鲁迪开始学习龙神曾经使用过的魔法这点，误以为鲁迪想再次与龙神奥尔斯帝德作战，讓她的不安感越来越强烈。
在终于到达了菲托亞領地後，除了得知父母和祖父的死訊外，還發現領地已經草木不存、面目全非，所謂的「重建」權責也掌握在敵對的分家皮列蒙家。皮列蒙家要求她如果想參與領地重建就必須嫁進去當小妾。因此她決定將自己的初夜獻給僅存的家人暨戀人鲁迪，事後為了能擁有保護鲁迪的力量，她决定放弃伯雷亚斯之名，在留下一张纸条后，和基列奴一起去剑之圣地修行。但因為字跡潦草又語焉不詳，導致魯迪誤會她的意思，並因此罹患不舉。
在劍之聖地鍛鍊劍神流到近乎登峰造極之地位，北神流和水神流亦有極高造詣，而獲得「狂劍王」之名與各類劍術「免許皆傳」之資格。後來在魯迪第二次與龍神對決時出現相救，雖然敗陣，但因為鲁迪接受龍神勸誘投入其麾下而保住性命。之後她和基列奴一起隨同魯迪前往阿斯拉王國，幫助愛麗兒公主爭奪王位，同時為遇害慘死的祖父報仇。
在與魯迪之間的誤會解開並再次確認彼此的心意，同時得到希露菲與洛琪希的接納後，她成為魯迪的第三位妻子被迎娶入門，並生下長子亞爾斯與么女克莉絲汀娜。
負責家中子女的劍術和體能教育，空閒時也會在魔法大學教授劍術。對子女的家教很嚴厲。長女露西就曾經因為對愛夏出言不遜而被她狠狠教訓。孩子們以「紅媽媽」作為她的暱稱。鲁迪出差時，她會以貼身護衛身份和洛琪希一同隨行。
即使在懷孕期間也不放棄鍛鍊，因此到中老年身體仍然強健。卻是三名妻子中唯一比魯迪還早過世的(甲龍曆479年)，讓魯迪相當悲痛。

## 魯迪的親人

### 父母
保羅·格雷拉特（Paul Greyrat，聲：森川智之／竹本英史〈廣播劇CD〉）
魯迪、諾倫和愛夏三兄妹的父親，甲龍曆388年生。他原是阿斯拉王國四大領地貴族之一諾托斯·格雷拉特家長子，因為受不了父親的高壓教育離家出走，放棄家族地位。在14歲時劍神流、北神流、水神流皆達上級，會使用鬥氣，為傳說的冒險者，也是已解散的傳奇冒險者隊伍「黑狼之牙」的隊長。個性開朗，戰鬥時勇猛無畏，因此風流倜儻，很有女人緣。
曾經在阿斯拉王國南部的劍道道場拜師學習，但因為早早就鍛鍊到高段而經常翹課或溜出道場獵豔，甚至將道場主人的女兒莉莉雅拐騙上床，最後連夜從道場逃走避免被道場主人追殺。
率領「黑狼之牙」冒險時，救了差點淪為奴隸的塞妮絲，後因與其相戀及結婚，決定解散隊伍並回鄉安定下來。透過菲托亞領主、伯雷亞斯家家主紹羅斯的關係，成為布耶納村的守衛騎士。得知妻子懷孕及莉莉雅因為受傷失去原本職務後，將莉莉雅招聘到家中擔任女僕。
對於過份聰明的兒子魯迪一開始不知如何對待，後來因為女人的話題而惺惺相惜混在一起。也因為兒子的聰明才智而對其有很高的期望；當他發現魯迪有意無意的讓西露菲葉特養成對其高度依賴的性格時，透過兒時玩伴暨羅亞市長菲利普的幫助，讓魯迪前往菲利普府邸擔任艾莉絲的家教，將兩人分開，藉此訓練兩人能夠獨立自主。
在菲托亞領轉移事件中與長女諾倫一起被轉移到阿斯拉南部，經過千辛萬苦重返菲托亞並得知領地毀滅、大半領民失蹤後，擔任難民搜索隊隊長，率領志願者奔走各地。對於一年多以來找不到自己的家人懊惱自責，精神幾近崩潰，每天靠酗酒緩解壓力，導致身形憔悴。由于对鲁迪期望过高，重逢时父子大打出手，受基斯開導後才明白自己對兒子的期望太不合理，後與魯迪和好並重新振作。
甲龍曆423年，在透過洛琪希得知妻子塞妮絲在貝卡利特大陸的轉移迷宮後，帶領莉莉雅、洛琪希、基斯、塔爾韓德、維拉及雪拉組成的隊伍前往迷宮城市拉龐，但因為洛琪希誤入迷宮陷阱並失蹤，導致拯救行動進度停滯。一籌莫展之際，魯迪和艾莉娜麗潔適時趕到馳援。在最後的迷宮守衛者攻略戰時，為保護魯迪，被守衛者魔石九頭龍腰斬而死。為免他的遺體變成骷髏兵，在艾莉娜麗潔的建議下遺體被魯迪火化並帶回夏利亞，安葬在當地的貴族墓地。遺物的長劍、短劍與盔甲則分別由諾倫、愛夏和魯迪繼承。後來因為塞妮絲見到盔甲後緊抱不放，魯迪遂將盔甲作為裝飾留在塞妮絲的房間。
魯迪將他安葬在墓地時，曾經在墓碑前表白因為有著前世的記憶，以往對他和塞妮絲其實並沒有太深的情感，但此後魯迪將打自心底視兩人為自己的父母。
塞妮絲·格雷拉特（Zenith Greyrat，聲：金元壽子）
魯迪和諾倫的母親，保羅的第一位妻子，甲龍曆390年生。原米里斯神聖國上級貴族拉托雷亞家的長女。少女時期受不了貴族的沉悶要求，與母親克蕾雅吵架後離家出走。以中級治癒術師身分成為冒險者，卻因不諳世事被騙並險些成為奴隸，幸被保羅及時相救。後来加入保羅的隊伍「黑狼之牙」，漸漸喜歡上開朗的他，第一次關係後就懷孕，而與保羅結婚。之後隊伍解散並隨丈夫在布耶納村安頓下來，生下長子魯迪。喜愛園藝，院子中種植不少植物，兼職村中治療所的治癒術師。
由於魯迪幼年就懂看書自學魔法，因此非常高興，認定兒子有魔法的才能。為此說服丈夫聘請洛琪希來當家教。
懷上第二胎諾倫時，莉莉雅向其賠罪表示她也懷孕從而得知丈夫出軌，因此極其震怒幾乎引發家庭瓦解的危機。但因為魯迪發言表示很期待又能多一個手足，而且莉莉雅的懷孕「並非自願」（實為莉莉雅勾引保羅，但是被魯迪改成保羅以權勢要求莉莉雅就範）。最後選擇聽從兒子的建議接納莉莉雅和她的孩子，並因此和莉莉雅成為姊妹淘。原先認為異常成熟的魯迪不怎麼關心家中事，但魯迪在上述事件表現出珍惜家庭關係，因而鬆了一口氣。
在菲托亞領地轉移事件中被轉移到貝卡利特大陸，並困陷於迷宮城市拉龐最古老的轉移迷宮最深處，成為其魔力結晶的核心。雖然最後被丈夫與兒子等人共組的迷宮攻略暨拯救隊救出，但已失去心智跟行為能力，幾乎形同廢人。之後被魯迪帶回夏利亞，由莉莉雅和魯迪一家細心照顧。
孫女菈菈誕生後被發現心智似乎仍然存在，只是必須透過米格路德族的念話能力溝通。也因此菈菈和她很親近。
克蕾雅得知她失去心智後，去信要求魯迪帶她回來娘家，並將她綁架，準備許配給其他男子，導致魯迪大怒以綁架記憶的神子為要脅要求放人。事敗後克蕾雅自白，因為聽聞曾經有長耳族女子在成為魔力結晶被救出後，其透過男女交歡的方式恢復心智。因此才想如法炮製，讓她能夠恢復心智。
透過記憶的神子讀取記憶，眾人發覺她其實並未失去心智，而是擁有了不完全的讀心能力。在成為魔力結晶後，塞妮絲的內心陷入了類似於夢境的狀態，她能夠以一種妄想的方式感受外界，也會做出一些簡單的肢體動作，例如照顧園藝時修剪樹枝或澆花。雖然無法說話，但能透過念話等心電感應進行溝通。
綁架事件後被魯迪帶回，魯迪和拉托雷亞家關係也有所好轉。之後她隨魯迪定居在夏利亞，直到甲龍曆459年過世。
莉莉雅·格雷拉特（Lilia Greyrat，聲：Lynn）
格雷拉特家的女僕，愛夏的母親，生卒年不明。阿斯拉王國南部劍道道場師傅的女兒，因為保羅也在該道場拜師而與其結識。後來任職阿斯拉王國後宮近衛侍女，因某次護衛受傷而無法繼續任職，被保羅聘用為格雷拉特家的女僕。
由於經常聽到保羅夫妻魚水之歡的聲音而慾火難耐，某天夜裡明知保羅禁慾卻仍引誘其上床，因此懷了愛夏。事後她向塞妮絲賠罪，一度引發家庭危機。但因為魯迪的機智言論，塞妮絲選擇原諒她，並承認她將來生下的孩子也會是格雷拉特家的一份子，並接受她成為保羅的第二位妻子。
原本對於魯迪有些害怕甚至嫌惡，因為其從小就表現出喜歡胸部的眼神甚至出現變態行為（例如內褲套頭），讓她認為魯迪是惡靈附身甚至轉世，但是魯迪在她懷上保羅的孩子一事中，不但沒有揭穿事實，還站出來勸說塞妮絲不要趕走她和孩子，並表達很期待又多一個手足，因此對魯迪的態度大為轉變，甚至協助隱瞞其偷走洛琪希的貼身衣物的事情。
雖然說是保羅的第二位妻子，但是莉莉雅以妾自居。她也以此教育自己的女兒。也因此導致愛夏後來對自己家人（特別是哥哥魯迪）的情感出現扭曲，並造成在外傳《蛇足篇》中，愛夏勾引自己未成年的姪子亞爾斯而引起的風波。
自願擔任貼身看護照顧從轉移迷宮被救回後失去心智與行為能力的塞妮絲，以報答當年魯迪和塞妮絲接納她和愛夏的恩情。

### 妹妹
諾倫·格雷拉特（Norn Greyrat，聲：會澤紗彌）
魯迪的妹妹，保羅與塞妮絲的女兒，甲龍曆413年出生。轉移事件中，與抱著自己的保羅一同轉移，因此非常崇拜及喜歡父親。相較於愛夏，才能較為平庸，自身亦對此感到自卑，而導致跟愛夏關係不佳，兩人經常吵架。
因為曾經目擊保羅被魯迪痛毆，因而一度相當厭惡自己唯一的兄長，即使經過保羅與瑞傑路德的開導也沒有改變。被保羅託付給魯迪照顧，來到夏利亞並入學拉諾亞魔法大學後，更因為兄長在校形象正面又頗負盛名而備感衝擊與壓力，躲在學生宿舍足不出戶。後來才在魯迪的關照下走出陰影，並逐漸與兄長及愛夏修復關係。在外甥女露西誕生後，更與愛夏約定絕不會在外甥面前吵架。
雖然實力平庸，但這是與魯迪或愛夏相比的結果，實際上她的魔術或劍術仍有一定水準。在校期間亦培養出寫作的優秀才能，因此在後世留下多部著作。
在前任學生會長愛麗兒畢業離任後，靠自己的努力和偶像氣質受到學生擁戴，成為新任學生會長。其領導的學生會以作風親和、貼近學生及族群組成多元馳名，並使魔法大學校風更加開放。在魯迪晚年為哥哥寫了傳記《大魔術師魯迪烏斯的冒險》；魯迪逝世後隔年出版了自傳《被天才圍繞的凡人》。
保羅在準備前往貝卡利特大陸前，決定將她與愛夏託付給在夏利亞的魯迪照顧。她對此不滿負氣離家，撞到醉漢並遭刁難時碰巧被瑞傑路德所救，稍後兩人啟程時亦由瑞傑路德護送。因為前述事件，加上路途中瑞傑路德不時對她講述自身過去經歷，她因此對其產生好感。成年後當得知斯佩路德村莊遭遇瘟疫時，她志願前往村莊協助治療病患，並日夜照料染病倒下的瑞傑路德。瑞傑路德也因為她對自己和族人不離不棄的照顧而對她產生愛意。
最終和瑞傑路德結婚，並在斯佩路德村莊定居。兩人育有一女瑞榭莉亞。
愛夏·格雷拉特（Aisha Greyrat，聲：高田憂希）
魯迪同父異母的妹妹，保羅與莉莉雅之女，甲龍曆413年出生。從小就非常聰明，從女僕的烹飪、打掃、園藝、新作物栽培，到魔術學習、劍術等級等都十全十美。魯迪曾希望她進入魔法大學深造，但她希望留在家裡照顧哥哥一家。最後魯迪順從了她的願望，讓她作為女僕協助希露菲持家。
根據龍神奧爾斯帝德的輪迴記憶，在沒有魯迪的世界線，她會憑藉其學識及武藝成為世界最強的魔導士，成為阿斯拉王國魔法師團的副團長，並開發出了異世界召喚的魔法陣，成功召喚來自異世界的勇者。
莉妮亞娜因為欠債而被魯迪買下後，由她帶著莉妮亞娜學習當女僕。但因為工作狀況太差，轉而帶出去在外創業，因而創立「盧多傭兵團」，莉妮亞娜為團長，她以顧問身分一手包辦主要事務。在她的運作下，傭兵團迅速壯大成為以人員素質精良整齊，同時戰力堅強馳名的組織。
在外傳《蛇足篇》中與侄子亞爾斯相戀並發生關係，由於受到魯迪反對，兩人一同私奔，將近1年後方被尋獲。此時她已經懷孕。在被魯迪以雖然生理上感覺不舒服但選擇原諒以後，作為懲罰被格雷拉特家除名，並於生產後被送去阿斯拉王立學校留學，與亞爾斯和孩子分居兩地，在亞爾斯成年之前的4年內都不得相見。
4年後正式跟亞爾斯成婚，並從王立學校畢業進入阿斯拉王宮在愛麗兒女王麾下任職，之後一家三口回到夏利亞，在魯迪家的附近定居。
與亞爾斯育有一子，命名為魯洛伊。

### 兒女
露西·格雷拉特（Lucy Greyrat）
魯迪烏斯的長女，老大，甲龍曆423年生。魯迪與希露菲所生的第一胎。頭髮跟父親一樣為褐色，3歲開始接受跟魯迪小時候相同的訓練，學習魔術與劍術。相信有聖誕老人（其實是父親魯迪假扮的），最後被打扮成聖誕老人的龍神奧爾斯帝德送予禮物。
從小一直認為由於父親魯迪是名偉大的天才，對於晚熟的兒女們並不抱有期待，因此一直努力向上希望可以得到父親的稱讚及認同，其實魯迪只是希望可以讓兒女們得以自由的發展，不要受限於自己的名聲下。後來與克里夫之子克萊普結婚並移居米里斯神聖國，直到結婚前才與魯迪解開心結，知道從小一直以來都誤會父親了。擁有上級至聖級的戰鬥實力。
菈菈·格雷拉特（Lara Greyrat）
魯迪烏斯的次女，老二，甲龍曆427年生。魯迪與洛琪希所生的第一胎。頭髮為水藍色，長長的頭髮綁成一條辮子，據說以後會與龍神聯合打敗人神，是人神害怕的因素之一。長大後把頭髮綁到背後的樣子與洛琪希十分神似，連魯迪都曾誤認過而從背後擁抱上去的程度。與洛琪希不同，可以使用米格路德族天生的念話能力交談，在塞妮絲變成廢人後，似乎一直使用念話與塞妮絲對話。獸神預言中的勇者神之子，從小受到聖獸保護。在阿斯拉王立學校畢業後擔任魔法大學的魔術研究員，並且擁有個人研究所。研究的內容為召喚魔術與占命魔術。
擁有上級至聖級的戰鬥實力。有著罵人笨蛋的口頭禪。
最初有嘗試接受洛琪希所提議的相親，但因為個性冷感的問題，跟所有相親對象都相處的不好，最後洛琪希也放棄了。常常給予身為弟弟的齊格建議，在齊格離開時終於承認齊格能獨當一面，這讓齊格感到非常的高興，也少見的露出了笑容。
在外傳《蛇足篇》最後利用占命術看到了微妙的未來，本想偷偷離開家中卻被雷歐咬住阻止，此時正好被魯迪等人撞見，留下了「久遠的以後會帶著男人一起回來」及「我稍微去改變一下未來」的言論後離家，是所有兄弟姐妹之中最晚離家的一位。繼承了洛琪希的帽子以及魯迪的魔法杖「傲慢的水龍王」。
亞爾斯·格雷拉特（Ars Greyrat）
魯迪烏斯的長子，老三，甲龍曆428年生。名字由來為人魔大戰時的人族英雄亞爾斯。
魯迪與艾莉絲所生的第一胎。頭髮為紅色，遺傳父親的性格，嬰兒期就很喜歡胸部。外傳《蛇足篇》中一家人米里斯神聖國觀光時曾偷偷與菈菈、齊格一同溜出去冒險，在回程迷路時差點遭到綁架，但姑姑愛夏帶著雷歐及時出現守護了三姊弟。在8歲時說出了想跟愛夏結婚的言論，讓愛夏開始意識到對他的感情。
在外傳《蛇足篇》中年僅十歲的他與愛夏發生關係，並被魯迪目擊。事後兩人在盧多傭兵團掩護下一同私奔，將近1年後才被尋獲，此時愛夏已經懷孕，為了守護愛夏與尚未出生的孩子，他與艾莉絲戰鬥後落敗並被斬斷一手，也因此深感自己的不足與不成熟。在被魯迪以雖然生理上感覺不舒服但選擇原諒以後，與被格雷拉特家除名的愛夏分居兩地，並被規定在他成年之前的4年內不得見面，他也必須回到學校繼續完成學業。
4年後至阿斯拉王國正式迎娶愛夏。之後一家三口定居在夏利亞魯迪家的附近。
畢業後在父親魯迪烏斯底下工作。擁有王級的戰鬥實力。
與愛夏育有一子魯洛伊，之後魯洛伊生下孫女菲莉絲。魯迪臨終前，菲莉絲曾經不小心取下其手上能用來隱匿行蹤不讓人神發現的手環。後來魯迪將手環作為禮物送給了自己的曾孫女。
齊格哈魯特·薩拉丁·格雷拉特（Sieghart Saladin Greyrat）
魯迪烏斯的次子，老四，甲龍曆429年生。名字由來為北歐神話的齊格弗里德，因為與拉諾亞一帶的命名後綴「哈德、哈魯特」不符所以稍作變化。魯迪烏斯與希露菲所生的第二胎。頭髮為翡翠的綠色，剛出生時造成家裡的軒然大波，希露菲因為自己的關係感到自責。魯迪烏斯抱持著就算他是魔神拉普拉斯轉生，也要守護到底的戰意面對甲龍王佩爾基烏斯，佩爾基烏斯要求盧迪帶著齊格前往天大陸接受試煉，實則是為了打消盧迪的疑慮。佩爾基烏斯召見的原因在於先前曾有口頭約定「若生下男孩，吾來賜名」，在齊格完成試煉後，賦予薩拉丁為名字，別名為齊格。愛哭的男孩子，因拉普拉斯因子力量比一般人還大，在嬰兒時便能折斷盧迪的手指，長大後能輕鬆舉起很重的箱子。
在無職轉生的外傳《Jobless OBlige》中擔任主角，故事中為19歲。
畢業後成為無職但背後其實是超級英雄月光骑士
在阿斯拉王立學校因為頭髮的關係被歧視、排擠，直到遇到了和他一樣被孤立的矮壯藍髮少年，他們很快成為了朋友，藍髮少年名為帕庫斯二世。很在意姊姊露西曾經很生氣的說“亞爾斯背叛了父親的期望”導致後來非常害怕背叛魯迪烏斯。一度陷入與莎莉愛爾（愛麗兒之女，阿斯拉王國公主）結婚會背叛帕庫斯，與帕庫斯離開會背叛魯迪烏斯的兩難。最後因為魯迪烏斯所設計的鬧劇，成功的化解了父子之間的隔閡。並在父親的理解及支持下決心追隨帕庫斯二世協助其事業。
擁有帝級的戰鬥實力。在離開魔法都市夏利亞時被北神三世亞歷山大賦予北帝的稱號。
在幾十年後繼承了藍道夫的七大列強第五位「死神」的稱號。並成為帕庫斯二世建立的「黑龍騎士團」副團長，人稱「死神騎士」。
莉莉·格雷拉特（Lily Greyrat）
魯迪烏斯的三女，老五，甲龍曆431年生。魯迪與洛琪希所生的第二胎。魯迪家中唯一一個拉諾亞魔法大學畢業後沒有在阿斯拉王立學校上學的孩子，因為她決定在畢業後直接就業。是個活潑的少女，十分喜歡開發、分解魔道具。也常常花錢買高價的魔道具。
在二哥齊格眼中是個容易被壞人拐跑賣掉的、令人擔心的妹妹。
擁有聖級的戰鬥實力。
很依賴身為哥哥的齊格，早上常常遲到需要齊格騎馬載她去上班。
在得知齊格要離開去遠方時表現的有點寂寞，而且再也無法遲到了。
畢業後於札諾巴的商會任職，成為魔道具的研究員，時常窩在工作室中廢寢忘食的作研究而忘記回家。
克莉絲汀娜·格雷拉特（Christina Greyrat）
魯迪烏斯的四女，老么，甲龍曆431年生。魯迪與艾莉絲所生的第二胎。少女般的憧憬著公主所以在阿斯拉王立學校上學。不擅長戰鬥，只要齊格說戰鬥的話題就會生氣的走人。是個柔弱的少女。
在阿斯拉王立學校就學時認清了阿斯拉王國的現實，並在其中成長，漸漸地建立出了自己的派系以及人脈，並遇見了自己一直以來憧憬著的、真正的王子大人—愛麗兒之子愛德華。在畢業典禮上擊退了想要陷害自己的貴族子女後，被魯迪承認是一位能幹的大人，並與愛德華王子以結婚為前提交往，最終正式成婚，代替兩位哥哥完成了愛麗兒希望格雷拉特家與阿斯拉王家結親的心願。在畢業之時提出雖然自己對阿斯拉的幻想破滅了，但自己真正喜歡上了阿斯拉，許下希望讓它變好的願望。
因為畢業時已經取得了阿斯拉王國文官的資格，之後在路克的麾下工作，間接地完成了外祖父菲利普讓自家人進入阿斯拉王國中樞的心願。

### 守護獸及寵物
雷歐（Leo）
被獸族尊崇如神明般的存在。狗與獅子之間的外型、銀色毛髮、身長兩米。相傳獸族傳說，獸神會靜靜等待每100年出現一次的勇者神之子出現，是為了保護與跟隨神之子的存在。被供奉在聖獸房間內，一度被人綁架，造成獸族所有部族大舉出動討伐奴隸商人。少年期就對魯迪異常喜愛。
為了迴避人神加害家人，魯迪在龍神幫助下召喚雷歐前來，成為其「自宅守護魔獸」。同時明瞭「神之子」就是魯迪烏斯與洛琪希的女兒菈菈·格雷拉特。
活動範圍驚人，家中只有魯迪與艾莉絲能應付牠的散步距離，常由艾莉絲負責帶聖獸去遛狗。
次郎
犰狳。迷宮篇登場，魯迪在貝卡利特大陸迷宮都市拉龐購買的馬車用生物，擅長橫渡沙漠。因高價被帶回北方。慢慢適應了氣候。魯迪回家時會湊上來舔，接著露出肚臍求搔癢。住在庭院的特別作的狗屋。
洛琪希時常騎次郎去上課。
比多（Bito）
愛夏養的樹妖，也是菜園的守護神。平時纏繞於大門門把，遇到有敵意的生物會用觸手攻擊。家人接近時會幫忙開門，魯迪稱之為自動門。置於花圃時作為旱稻的守護獸。
因為是植物型的魔獸所以完全不知道在想什麼、但常常與塞妮絲和菈菈在一起。
不會寬恕對菜園的作物亂來的人。
常常把想吃魯迪最喜歡的「米」的果實的小鳥之類的動物抓起來，並把它們變成養分。
松風
上等良馬。迷宮篇登場，前往貝卡利特大陸購買的載運行李的馬。金潔教導怎麼選擇馬匹，所選出來的上等馬。平時養在城內馬廄，出遠門時會使用，魯迪、希露菲、洛琪希常常三人一起騎乘。

## 冒險者

### Dead End
瑞傑路德·斯佩路迪亞（Ruijerd Superdia，聲：浪川大輔）
前魔神親衛隊隊長。是斯佩路德族中最精銳的戰士、前魔神拉普拉斯最忠誠的部下之一。他同時是非常重視榮耀與孩子的一位戰士，每次遇到有難的孩子，就算會被討厭卻還是會伸出援手。
人魔戰爭時，被魔神拉普拉斯授予他與族人魔槍，由於拉普拉斯將自身的詛咒轉移至魔槍上，從而使他和整個斯佩路德族的戰士們都陷入敵我不分的殺戮中，也讓斯佩路德族為敵我雙方不約而同的恐懼。後來兒子以自己的槍打斷魔槍使瑞傑路德清醒過來，但兒子也因此喪命。清醒之後，他使用兒子留下來的長槍帶領其餘族人殺出重圍，並在大戰最後給予了拉普拉斯最後一擊，完成了復仇。
然而，大戰後拉普拉斯的詛咒依然存在，且多數族人也都不知去向，因此在轉移事件前的400年間旅行各地並幫助孩童，以洗刷斯佩路德族的污名和尋找族人，但不得其法。遇到魯迪後可以說改變了他的一生。雖然緩慢，但在與魯迪相遇後逐漸找到回復斯佩路德一族的名譽的方法。原本是有一頭翡翠綠的頭髮，在覺悟後剃成光頭。
在護送魯迪與艾莉絲一行人回到了菲托亞領地後，因自身任務已經完成而獨自離去，繼續尋找其他族人。道別前，被魯迪贈與了米格路德族的吊飾。
後來在旅途中，在東部港偶然幫助了被醉漢纏上的諾倫，並接受保羅的委託護送諾倫和愛夏前往魯迪定居的夏利亞。旅途中和諾倫講述了許多自己的過去經歷。抵達後，對於魯迪身邊的伴侶並非艾莉絲感到錯愕，但在聽過魯迪的說明後告知其「有可能是你會錯意了，艾莉絲不擅於言詞，但她絕不會是不喜歡你」。
故事後期，經由巴迪岡迪的引路在畢黑利爾王國成功找到剩餘的族人，不久後卻和族人一起染上疫病，性命垂危。後來基斯現身，以冥王畢塔的力量壓制住了疫病，但全村卻都成了人神勢力的人質。
和魯迪重逢後，被畢塔操縱襲擊了魯迪，但畢塔因為魯迪戴著的、得自「死神」藍道夫的骨戒而自爆身亡。畢塔一死，疫病便急遽惡化，所幸克里夫及時趕到治好了村民，斯佩路德族也因此加入了龍神陣營。期間，受到了一起趕來的諾倫的細心照料，兩人距離逐漸拉近。
決戰後，成為了族人與畢黑利爾王國之間的交涉代表。並經由龍神的推薦和諾倫結婚。婚後隱居於斯佩路德村莊。兩人育有一女瑞榭莉亞。

### 黑狼之牙
基列奴·泰德路迪亞（Ghislaine Dedoldia，聲：豐口惠）
獸族公主、劍王。保羅前隊友、魯迪和艾莉絲的劍神流師傅，劍術有天才的天賦，成為劍神第一位親傳弟子，稱號「黑狼劍王」。右眼是天生的魔眼“魔力眼”。在黑狼之牙解散後因為不懂文字與算術而不停被人誆騙。走投無路之際被被伯雷亞斯家收留，擔任家中護衛及艾莉絲的劍術教師。是唯一受到艾莉絲喜愛並熱心求教的師長。魯迪成為艾莉絲的家教後，出於魯迪的建議（讓艾莉絲更樂意學習）以及為了避免再度受騙，她也來向魯迪請教文字、基礎算數與魔術。
菲托亞領地轉移事件中被轉移到家主菲利普與希爾達所在的大陸紛爭地帶，發現了家主夫妻的遺體並將其安葬。
在艾莉絲回到菲托亞領地後，帶著決心擊敗龍神的艾莉絲前往劍之聖地修行。5年後完成修行，與艾莉絲正要回歸時收到魯迪準備去挑戰龍神的信，於是兩人一路趕到夏利亞。最後以魯迪歸順龍神作結。
在魯迪幫助愛麗兒爭奪阿斯拉王位時，加入愛麗兒陣營並擔任其貼身護衛。愛麗兒登基成為阿斯拉女王後，成為御前護衛「阿斯拉七騎士」之一。
艾莉娜麗潔·杜拉岡羅德（Elinalise Dragonroad，聲：田中理惠／桑島法子〈廣播劇CD〉）
長耳族。有著高挑的身材、白皙有光澤的皮膚。是希露菲葉特的奶奶。是個傳說級別的大癡女，喜歡到處獵男人，實際上是因為身上有著一種如果一段時間不與男性交歡，身體狀況就會越來越糟的詛咒。職業為戰士，手持刺劍與小圓盾，刺劍為魔力附加品並且能放出衝擊波。保羅的前隊友，是經驗很老道的前衛。保羅前往轉移迷宮進行攻略及救援妻子時，與塔爾韓德和基斯一同回歸以協助老戰友。
最終與克里夫·格利摩爾結婚，育有一子取名為克萊普。克萊普最後也和魯迪的長女露西結婚並育有一子，取名為羅蘭德。也因為這層關係，她成為魯迪的雙重親家（魯迪本人的親家祖母及魯迪長女露西的婆婆）。
險峻山峰之塔爾韓德（Talhand The Clifftop，聲：大塚芳忠／三宅健太〈廣播劇CD〉）
礦坑族。魔法戰士，同時使用魔術，身穿鎧甲和武器，擔任中衛。同性喜好者。魅魔的誘惑對其沒有效用。酒豪，很愛喝酒隨身攜帶小酒瓶。
基斯·奴卡迪亞（Geese Nukadia，聲：上田燿司／千葉繁〈廣播劇CD〉）
奴卡族，其種族最後的幸存者。猴臉的男人。盜賊系冒險者。對料理、情報蒐集、散播謠言非常在行。實際上是人神最後的使徒，也是猶如王牌般的存在；在龍神無數次的輪迴中至死隱瞞自身人神使徒的身分，因此龍神從始至終沒有發現其存在。最終決戰中與魯迪交戰，最後被對方的火魔法所殺。死後被魯迪帶回夏利亞安葬在保羅墳墓旁邊。同時由於他的死亡人神失去了所有的棋子。

### Counter Arrow
提摩西（Timothy，聲：羽多野涉）
隊長，擅長火魔術。
待人溫和，即使與其他隊伍起爭執時也很冷靜。之後與蘇珊娜結婚。
蘇珊娜（Suzanne，聲：小林優）
副隊長，雷鬼頭女戰士。
劍術實力算不上是高手，在Ｂ級中也處於後段班。
很會照顧人。在擔任護衛的途中，眼見魯迪烏斯灰心的模樣，會主動關心他，得知魯迪獨自旅行是想找回因轉移事件而失散的母親，會熱心的講述很多情報。主動邀請消沉的魯迪烏斯組隊，有時還會請他吃飯。
之後與提摩西結婚，生了兩個小孩，第三個小孩不幸早產夭折，趁還有母乳去找奶媽工作時恰好看見魯迪烏斯的招聘，擔任露西的奶媽。
莎拉（Sara，聲：白石晴香）
弓箭手，A級水準，擁有百發百中的射擊能力。
獵人的女兒，由於父母因為貴族的懈怠遭受到從森林湧出的魔物攻擊而身亡，因此十分厭惡、痛恨貴族，對魯迪烏斯的第一印象並不好，加上魯迪持有貴族姓氏，前期經常針對魯迪。
在魯迪烏斯展現其冒險者的才能與願意優先讓隊伍逃離的犧牲精神後，逐漸對他改觀。在暴風雪的夜晚遭到雪地水牛的攻擊而身負重傷，之後被降冰魔木給活捉後當成養分，九死一生之際被冒著生命危險前來營救他的魯迪烏斯所救，便喜歡上了魯迪烏斯。
意識到對魯迪烏斯的感情後便十分積極，在跟隨他回到旅館並準備進行房事時，卻因為魯迪烏斯不舉而不了了之。對於魯迪烏斯對她的身體沒有反應而深受打擊，之後又因為在花街看到他被高級娼婦親吻，誤以為自己身體不值得出手而生氣，便動手打了魯迪烏斯。之後知道魯迪烏斯因不舉而煩惱而滿懷歉疚，但既使解開誤會也發現魯迪烏斯早已離開城鎮，認為自己被甩了，戀情無果，期望如果能夠再見至少要道歉。
後因隊伍解散，加入全女性的新隊伍Amazon Aces。因護衛任務在拉諾亞王國與魯迪烏斯再次相遇，雙方互相道歉並解開誤會後宣示自己已經走出這段感情。
魯迪烏斯為最終決戰尋找北神時又與莎拉偶遇，這時已成為Amazon Aces的副隊長。看見魯迪烏斯已成為龍神下屬且過著幸福生活後，感嘆魯迪烏斯成為偉大的人，而自己卻了不長進，決定不再當冒險者，而想要結婚，過著普通的打獵生活。
帕特里斯（Patris，聲：山本格）
使用初級風魔術的魔法戰士。
密米爾（Mimir，聲：澤城千春）
能夠使用神擊魔術的治癒術師。
對於在任務中提出對魯迪烏斯見死不救的提議十分內疚，在暴風雪的夜晚遭到雪地水牛的攻擊而身亡。

### Step Leader
佐爾達特·黑克勒（Soldat Heckler，聲：鳥海浩輔）
隊伍Step Leader的隊長，喜愛炫耀自己的功績，平時說話傲慢、目中無人，常招人忌妒、討厭，曾說討厭提摩西唯唯諾諾的態度、瞧不起魯迪陪笑的做事風格。
在魯迪消沉時幫他釐清問題，並帶他去「薔薇盛開之館」找艾莉潔，試圖解決其不舉的問題。
與他給人的第一印象相反，實際上是個講道理的好人。
康拉德（Konrad，聲：山本兼平）

### 利卡里斯愚連隊
哈肯迪爾（Hawkendale，聲：猪股慧士）
諾克巴拉（Nokopara，聲：齋藤寬仁）
布雷茲（Blaze，聲：綿貫龍之介）

### 多庫拉布村愚聯隊
庫爾特（Kurt，聲：朝井彩加）
巴奇洛（Bachirou，聲：野瀨育二）
加布林（Gablin，聲：葉山翔太）

### P-Hunter
羅烏曼（Roman，聲：前田弘喜）
賈利爾（Jalil，聲：松重慎）
維斯凱爾（Vizquel，聲：鳥越真綾）

### 其他冒險者
佩爾托克（Perutko，聲：石狩勇気）

## 拉諾亞魔法大學

### 特別學生
札諾巴·西隆（Zanoba Shirone，聲：鶴岡聰）
西隆王國第三王子、怪力神子、魯迪徒弟。帶著圓框眼鏡，留著西瓜皮的髮型，身形高大纖細但力氣非常大。
甫出生即擁有怪力，但因為力道拿捏不當而曾經意外殺害了自己的新婚妻子和某個弟弟，因而被稱為「拔頭王子」，幾乎無人敢接近他。他也認為「人類」是煩人又脆弱的存在而不想接近外人。因此對人偶十分狂熱，認為不會頂撞自己的人偶比活生生的人類要更好相處。為了得到人偶，甚至不惜拿自己的近衛騎士做交換。
在西隆王宮的地下室，與被弟弟帕庫斯以結界囚禁的魯迪結識，並發現魯迪是自己收藏的洛琪希人偶的製作者，隨即拜魯迪為師。並用暴力挾持帕庫斯要求其解除結界並釋放之，而成功救出了魯迪。事後，被西隆王室以留學的名義流放到拉諾亞魔法大學成為特別生。
由於魔力不足和天生怪力無法製作人偶，於是在魯迪和希露菲陪同下，買下一名礦坑族小女孩奴隸，並由魯迪命名為茱麗葉特來做為他的助手。在照顧茱麗並培養其手藝的過程中，他漸漸體會到「人類」並非只是煩人的存在，內心變得較為柔軟。
與魯迪、克里夫一同調查魯迪新房的幽靈傳說時，在房內發現狂龍王留下的一具自動人偶，他請求魯迪將其交給自己研究。之後和克里夫一同解析人偶的機關，並聯手發明了「札里夫義手」。同時也和忠誠的近衛騎士金潔·約克重逢。
經由七星牽線，與魯迪等人和「甲龍王」佩爾基烏斯會面。言談中他發現佩爾基烏斯與他同為熱愛藝術之人，兩人因此成為了在藝術方面無話不談的好友。
畢業前一年，因為帕庫斯發動政變奪位，鄰國趁機入侵而被召回。雖然他人極力勸阻，他出於王子的責任心還是決定退學返回母國，並在陪同前往的魯迪等人的協助下一起擊退敵軍。回到王宮後，目睹帕庫斯自殺身亡，才意識到自己多年來一直忽略了心中和弟弟之間的手足親情。因此決心放棄王子身份，作為工匠與茱麗、金潔一起專心製作人偶。後來在魯迪和愛麗兒等人的協助下，在夏利亞定居，並創立「札諾巴商會」從事人偶製作及買賣。
從「龍神」奧爾斯帝德口中得知帕庫斯的死是人神作祟後，決心替弟弟報仇，正式加入龍神陣營，並提出召集戰友的做法。決戰時也作為龍神勢力的戰力之一參戰。
最後作為傑出的藝術家留名青史，魯迪的三女莉莉就拜於他門下，在札諾巴商會從事魔導具的研究。
克里夫·格利摩爾（Cliff Grimoire，聲：逢坂良太）
米里斯教團教皇之孫。有著1/4的小人族血統，因此身高較常人來說略矮一些。魯迪烏斯在魔法大學的學長，擁有六大魔術上級程度的才能，擅長魔法陣相關研究。
父母因為祖父身陷政治鬥爭而遭到牽連遇害，他則是被祖父送入孤兒院方得倖免；少年便擁有過人的魔法才能，並憧憬冒險者的生活。因此12歲時曾偷溜出來冒險，與跟魯迪一同在米里斯停留的艾莉絲相遇並組隊。目睹艾莉絲輕鬆斬殺企圖殺害記憶神子的暗殺者後，對艾莉絲心生好感向其求婚，不過慘遭拒絕。稍後，由於上述暗殺事件引發的政治風波，被祖父送往夏利亞避難，以特別生的身份進入魔法大學就讀。
魯迪入學時，起初他因為自尊心高而不願和其來往，但不久後他迷上了和魯迪一起入學的艾莉娜莉潔。兩人在魯迪的牽線下開始交往，此後對魯迪由衷敬佩與感恩，他並因此和魯迪及札諾巴成為好友。
在七星的魔法陣研究陷入瓶頸而幾乎崩潰時，經由魯迪牽線提供了解決方法。之後為了治好艾莉娜麗潔的詛咒而刻苦研究，成功做出了可以抑制她詛咒的魔道具，但因為外觀太差而沒有投入應用。
在魯迪和艾莉娜麗潔前往貝卡利特大陸營救塞妮絲的期間，和扎諾巴合力發明了以魔力驅動的義手，魯迪後來將其命名為「扎里夫義手」。
艾莉娜麗潔歸來後不久，兩人結婚並在夏利亞定居。之後兩人育有一子，取名為克萊普。
因七星生病（無法使用魔力卻又會受魔力干擾導致吐血），為了尋找治療方法隨魯迪等人前往魔大陸探險，救下魔界大帝奇希莉卡之後被其賜予「識別眼」。一開始曾經因為沒辦法很好的駕馭這個機能，而有一段時間帶上了單眼眼罩
魯迪歸順龍神後，受其委託要找出抑制龍神的詛咒的辦法，最後成功開發出可以抑制詛咒的頭盔。
魔法大學畢業後，將妻兒暫留在夏利亞，自己先回到米里斯神聖國參政。魯迪和外祖母克蕾雅起爭執、又被捲入權力鬥爭時，在會議中出面調停，解開了誤會。
決戰前夕，在斯佩路德族的村落陷入疾病危機時趕往村中支援，以自己的醫學知識和識別眼成功轉危為安。鬥神來襲時，在戰鬥中擔任補師和結界師，協助阻止鬥神斷臂再生。
最終追隨祖父腳步，成為米里斯教團教皇，並將妻兒接到米里斯定居。
兒子克萊普後來與魯迪的長女露西結婚，他因此成為魯迪的親家。
莉妮亞娜·泰德路迪亞（Linia Dedoldia，聲：菲魯茲·藍）
貓耳獸族公主(大森林泰德路迪戰士長 裘耶斯的長女)。名字簡稱為莉妮亞。盧多傭兵團團長、魔法大學兩大不良的頂點。被當泰德路迪亞族長培育，以及年幼時有點鬧事，被送到魔法大學學習。
初始與普露塞娜率領獸族學生在校內橫行霸道，結果被愛麗兒和希露菲狠狠教訓一番，此後雖然仍舊不時有脫線或不良行徑，但比起過往收斂許多。
因為札諾巴與她打賭失敗，她將其珍藏的洛琪希人偶破壞。結果被新入學的魯迪得知後出手教訓，之後因為得知魯迪與基列奴等獸族人士的關係，尊稱魯迪為「老大」，對其言聽計從。魯迪在魔法大學的「龍頭老大傳說」也由此開始。
畢業後因為做生意失敗欠債，在即將被賣做奴隸時被艾莉絲救下。作為交換，他的債主換成魯迪，並由愛夏帶著她學習當女僕。但因為工作狀況太差，轉而被愛夏帶出去在外創業，「盧多傭兵團」因此誕生，由她擔任團長，愛夏則以顧問身分一手包辦主要事務。
普露塞娜·亞德路迪亞（Pursena Adoldia，聲：田中美海）
犬耳獸族公主。盧多傭兵團副團長、魔法大學兩大不良的頂點。被當亞德路迪亞族長培育，以及年幼時有點鬧事，被送到魔法大學學習。
巴迪岡迪（Badigadi，聲：楠大典）
第一次人魔大戰時期“五大魔王”之一的不死的涅克羅斯拉克羅斯的兒子。由其母親所撫養長大，繼承了其母親的智慧。掌管智慧的魔王。人神的使徒之一。
七星靜香／塞倫特·賽文斯塔（Silent Seven Stars，聲：若山詩音）
魔法大學的「七星魔女」，戴著無表情面具，足不出戶，躲在研究室的神秘特別生。召喚魔術專家。魔術公會高級會員。
實際身份是來自異世界（現代日本）的女高中生。同時為魯迪前世在生命最後試圖想救下的學生之一。與魯迪是死後轉生截然不同，她是整個人被傳送至六面世界，身體也因此停止了成長，且維持著轉移前的女高中生狀態。同時無法使用魔力，卻仍然會受到魔力等干擾，累積過久容易導致病弱。
進入魔法大學研究召喚及轉移魔法，試圖尋找回到日本的方法。在校期間改革了學生制服的設計並讓全校學生統一穿著，也引進了粉筆與黑板，還根據自身記憶讓學生餐廳推出咖哩等過去校內前所未見的料理品項。也因為這些功績而被魔術公會破格授予高級會員資格，並被校方優待能以學生身份在校內設置專屬研究室。
向「甲龍王」佩爾基烏斯學習召喚魔法，並在魯迪、札諾巴、克里夫等人協助下設計魔法陣。經過數次實驗後，與佩爾基烏斯共同研究並完成了前往異世界的轉移魔法裝置。不過因為未知的原因轉移失敗，於是眾人設定了「除非在這個世界完成使命，否則無法回去原本世界」的假說。最後決定用時間裝置讓自己陷入永遠的沉睡，等待使命完成的那一天的到來，其研究也被佩爾基烏斯給繼承。自己每隔一個月會醒來一次以瞭解最新狀況。
實際上她真正被召喚的原因正是再生神子莉莉亞在未來的甲龍曆500年，為了改變被阿斯拉王國召喚的勇者篠原秋人（七星的男友＆魯迪前世試圖救下的另一個高中生）死亡的命運，而把她召喚到篠原到來前100年的六面世界，以透過她的行動改變篠原的命運。但其結果造成了菲托亞領地轉移事件。

### 一般學生
愛麗兒·阿涅摩伊·阿斯拉（Ariel Anemoi Asura，聲：上田麗奈）
阿斯拉王國第二公主，拉諾亞魔法大學學生會會長。
原本對於王位並無野心，但菲托亞領地轉移事件時遭到意外出現的魔獸攻擊，其後又陸續遭到政敵（第一王子及其派系）的刺客襲擊。為了完成為保護她而犧牲的部下的遺志，決心爭奪王位。
首次參與王位之爭時失敗而流亡國外，在路克與希露菲等人保護下來到拉諾亞並獲得庇護。為了爭取優秀人才和可用的政治力量為後盾以備捲土重來，進入拉諾亞魔法大學就讀。入學後即創下記錄在短短2年時間內成為學生會會長，同時因為與拉諾亞王室交好，逐漸聚集許多人才在身邊。
因為協助讓魯迪入學魔法大學，並透過努力讓他和希露菲重逢相認，日後在校內又多方幫助魯迪，魯迪因此成為她畢業後返回阿斯拉再次爭位時，最鼎力支持的人之一（一方面也是魯迪歸順龍神後，龍神方面的要求）。
在魯迪、希露菲、路克及基列奴的支持，以及「龍神」奧爾斯蒂德和「甲龍王」佩爾基烏斯的協助下成功返回阿斯拉，並扳倒第一王子派系。最終登基成為阿斯拉女王。
由於魯迪是讓她能獲得「龍神」協助與「甲龍王」認可的貴人，同時又是兼具實力與經驗的頂尖魔法師，她因此多次試圖拉攏甚至誘惑魯迪，但因為魯迪對於妻子們的忠心而未果。之後便退一步希望未來格雷拉特家的孩子能和自己的子女結親，最後兒子愛德華和魯迪的么女克莉絲汀娜相戀並結婚，終於一償夙願。
路克·諾托斯·格雷拉特（Luke Notos Greyrat，聲：興津和幸）
阿斯拉王國四大領地貴族之一諾托斯·格雷拉特家現次子。魯迪的堂兄弟。
愛麗兒的守護騎士之一，劍術水準只有劍神流中級；水神流初級的程度，在愛麗兒的守護騎士之中實力不是特別出色，但對愛麗兒有著很高的忠誠心。
艾爾莫亞（Elmore，聲：篠原侑）
愛麗兒的隨從。
克里涅（Kleene，聲：佐藤花）
愛麗兒的隨從。

### 其他
茱莉葉特（juliet，聲：諸星すみれ）
原先在奴隸交易所滯銷中，是魯迪選中了她買了下來，自此跟隨在扎諾巴身邊，一邊照顧扎諾巴的生活起居、一邊向魯迪學習土魔法。

## 空中要塞
「甲龍王」佩爾基烏斯·朵拉（Perugius Dola，聲：小山力也）
曾殺死魔神的三英雄之一，龍神下屬五龍將之「甲龍王」。神級召喚魔術師，有著召喚魔術和結界魔術神級，其餘魔術聖級的水準。
光輝的阿爾曼菲（Almanfi of the Bright，聲：河西健吾）
12位使魔之一。

## 七大列強
「技神」拉普拉斯（Laplace）
七大列強第一位，「技神」。
「龍神」奧爾斯帝德（Orsted，聲：津田健次郎）
七大列強第二位，「龍神」。為初代龍神與真·人神之女露娜莉亞其子。被父親初代龍神轉生到萬年之後，背負消滅人神的責任，身負被世上除了有古老龍族血脈外的所有生命厭惡的詛咒，其詛咒只要見過面、甚至是感受到龍神的氣息就會發動。
『鬥神』鬥神鎧
七大列強第三位，「鬥神」。為第二代龍神拉普拉斯所製，為其最高傑作與最失敗的作品，穿戴者能獲得極高戰力，但是會吸取穿戴者的生命，故而被拉普拉斯封印，在第二次人魔大戰期間被人神慫恿不死魔王巴迪岡迪取出，並與拉普拉斯死戰，最終大陸一分為二，中央形成了林古斯海，拉普拉斯被分裂成技神與魔神，鬥神鎧被封印。
「魔神」拉普拉斯
七大列強第四位，「魔神」。五龍將中魔龍王與鬥神戰鬥後靈魂被分裂而成，遺忘了自身使命，只記得對「人」的敵意。
「死神」藍道夫·馬利安（Randolph Marianne）
七大列強第五位，「死神」。王龍王國最強戰力。北神二世與夏伊娜的孫子，是人族、不死魔族、長耳族的混血，右眼是名為“空絕眼”的魔眼（天生）。
「劍神」加爾·法利昂（Gal Farion）
七大列強第六位，「劍神」。劍神流當家、劍之聖地主人。喜愛收藏魔劍。曾經與龍神奧爾斯帝德對決，此後一直以龍神為目標，拼命修練，後被稱為劍神。
「北神」亞歷山大·卡爾曼·雷白克（Alexander Karlman Ryback）
七大列強第七位，「北神」。北神卡爾曼三世，「龍神的左腕」黑髮少年、不死族混血。執著於「英雄」的少年，隨後被魯迪擊敗。

## 中央大陸西部

### 阿斯拉王國

#### 王族領地
格拉維爾·扎芬·阿斯拉（Grabell Zafin Asura，聲：水中雅章）
先王第一王子。愛麗兒的哥哥。
大流士·席爾瓦·伽尼烏斯（Darius Silva Ganius，聲：武虎）
阿斯拉王國的上級大臣。艾莉丝被绑架的主谋，利用菲托亞領地轉移事件陷害紹羅斯並將其處決，並與格拉維爾等人狼狽為奸，趁先王病重無力視事把持朝政，也多次派遣刺客企圖將愛麗兒公主殺害。有諸多變態癖好，還曾以其權勢逼迫沒落貴族獻上自己的女兒供他做為性奴隸。最終惡行東窗事發，被基列奴斬殺。
列妲·莉亞（Reida Reia）
水神，當代水神流當主。超過60歲的老嫗。穩重的外表給人一種安心感。王都劍術指導。艾莉絲水神流指導者。阿斯拉王國王都水神流宗家道場主人。年輕時被大流宜拯救過，因此一直傾心大流士。
伊澤露緹·克露艾爾（Isolte Cruel）
艾莉絲和妮娜的好友。年齡在二十歲上下，外表為柔順的藍髮美人。阿斯拉王國的見習騎士，水神列妲愛徒，水神流最有天分的少女，初登場時頭銜為水王。

#### 菲托亞領地
紹羅斯·伯雷亞斯·格雷拉特（Sauros Boreas Greyrat，聲：高岡瓶瓶）
菲托亞領地領主。艾莉絲的爺爺，菲利普的父親，保羅的叔叔。菲托亞領地轉移事件後被大流士炮製罪名誣陷並遭到處決。
菲利普·伯雷亞斯·格雷拉特（Philip Boreas Greyrat，聲：小野大輔）
菲托亞領地最大城市羅亞的市長。艾莉絲的父親，希爾達的丈夫。擅長政治計謀。接受同宗堂兄弟保羅的委託，聘僱魯迪烏斯擔任女兒的家教。對魯迪的才能十分欣賞，曾向魯迪表示如果有意，他可以幫助魯迪爭奪諾托斯家家主之位。菲托亞領地轉移事件時與妻子希爾達雙雙被轉移到中央大陸紛爭地帶，結果被當作間諜慘遭殺害。夫妻倆的遺體後來被基列奴發現並安葬。愛麗兒即位、菲托亞領地重建後，遺體被遷葬回羅亞。
希爾達·伯雷亞斯·格雷拉特（Hilda Boreas Greyrat，聲：柚木涼香）
艾莉絲的母親，菲莉普的妻子。有著傲人的身材。
羅爾茲（Laws，聲：柳田淳一）
希露菲的父親，人族跟長耳族的混血。
索馬爾·艾特（Somar，聲：兒玉卓也）
年幼時在布耶納村欺負希露菲的孩子們之一。
托馬斯（Thomas，聲：山本祥太）
伯雷亞斯·格雷拉特家的傭人。意圖綁架艾莉絲。
阿爾馮斯（Alphose，聲：飛田展男）
伯雷亞斯·格雷拉特家的管家。
艾德娜·列倫（Edna Rayrune，聲：仲村香織）
艾莉絲的禮儀老師。
維拉（Vierra，聲：前川涼子）
菲托亞領地搜索團團員。雪拉的姊姊，與雪拉跟隨保羅也一同前往貝卡利特大陸參與救援行動。
雪拉（Shierra，聲：渡部紗弓）
菲托亞領地搜索團團員。維拉的妹妹，與維拉跟隨保羅也一同前往貝卡利特大陸參與救援行動。

## 中央大陸南部

### 西隆王國
帕爾廷·西隆（Palten Shirone）
西隆王國國王。
帕庫斯·西隆（Pax Shirone，聲：福島潤）
西隆王國第七王子。師從於洛琪希·米格路迪亞，並且與魯迪一樣好色。
資質平平，但本身還算努力。在龍神的其他幾次沒有魯迪存在及沒有跟洛琪希相遇的輪迴中，曾經等待時機成功策動政變奪位，並將王政改制為共和，領導西隆成為一大強國。
很喜歡洛琪希，但因為不懂得如何追求，加上色慾薰心直接對洛琪希襲胸，或是在其面前舔著魯迪製作的洛琪希人偶（在某些機緣下獲得的），因此反而讓洛琪希對他相當厭惡。
由於在魔法學習上洛琪希有意無意的經常以魯迪的標準要求他，讓他屢屢得不到洛琪希的肯定，他的性情因此漸漸扭曲。菲托亞領地轉移事件發生後，洛琪希為了找尋魯迪一家人，不告而別的離開了西隆王國，讓他對其由愛生恨。正好此時莉莉雅和愛夏因為轉移事件來到西隆王國，他於是將兩人軟禁，原本是想藉此誘捕洛琪希並企圖讓其成為他的性奴隸，卻反而意外抓到了魯迪。
在抓到魯迪後，本以為更能誘出洛琪希，卻讓第三王子札諾巴得知此事，而札諾巴以怪力要脅，最後不得不放了魯迪及莉莉雅母女。事後被西隆王室以留學名義流放到王龍王國。
數年後，在王龍王國支持下，回到母國並發動政變奪位，但是比起龍神輪迴記憶中的幾次相同事件，他這次的政變是勉強發動，導致他雖然登基為王，卻得不到王室、重臣和國民的支持。他因此大開殺戒將王室與重臣幾乎全部處決，讓鄰國抓到把柄出兵入侵。
在見到陪同魯迪前來西隆的洛琪希後崩潰，大聲吐出心聲後當著其面前跳樓身亡。讓洛琪希留下很深的創傷。
身後留下妻子和獨子小帕庫斯，臨終前以口頭遺囑將妻兒委託給「死神」藍道夫保護。
小帕庫斯多年後與魯迪次子齊格哈魯特成為好友，並在王龍王國領地邊境建立「黑龍騎士團」打出一片天下。
金潔·約克（Ginger York，聲：村中知）
第三王子札諾巴的近衛騎士，因為札諾巴看上了帕庫斯手中的洛琪希的人偶，被其交換給帕庫斯當手下。

### 王龍王國
史塔維奧·馮·王龍（Stelvio von Kingdragon）
第33代王龍王國國王。黯淡的金髮、相貌平平、感覺不出王的威嚴。
夏加爾·加爾岡帝斯（Shagal Galgantis）
四分之一長耳族血統。王龍王國大將軍。受到史塔維奧信賴。一副流氓相，常常因言行粗鄙而受人矚目，卻是位優秀的實干家。

## 中央大陸北部

### 劍之聖地
妮娜·法利昂（Nina Farion）
劍王。艾莉絲好友。劍神加爾·法利昂的女兒，跟父親一樣想到就立刻去做的急性子。
奇諾·布里茲（Jino Britts）
妮娜的表弟。年紀比妮娜小四歲，在同齡中最受周圍認為最有天分的孩子。與艾莉絲、妮娜同期的三劍王。

### 巴謝蘭德公國

#### 薔薇盛開之館
艾莉潔（聲:貫井柚佳）
高級娼館薔薇盛開之館的風俗娘，因妹妹曾被魯迪幫助所以對其十分感激。
在面對魯迪不舉的問題時使出了渾身解數，但仍毫無辦法。

## 米里斯大陸

### 米里斯神聖國
哈利·格利摩爾（Harry Grimoire）
米里斯教團現任教皇，神聖國的領導者。魔族迎合派，主張和接納並開放和魔族交流。
祿卜朗·馬克法連（Leblanc Mcfarlane）
米里斯教團樞機卿，職務為輔佐教皇。
記憶的神子（聲：石見舞菜香）
能力為記憶閱覽，只要看著對方眼睛就能讀取記憶，因此被作為審判道具。
特蕾茲·拉托雷亞（Therese Latreia，聲：金元壽子）
神殿騎士團神子親衛隊隊長。魯迪的阿姨、塞妮絲的妹妹。有著和塞妮絲相似的面貌。
卡萊爾·拉托雷亞（Carlisle Granz）
拉托雷亞家當家。魯迪外公、塞妮絲父親。神殿騎士團劍組大隊長、伯爵。
克蕾雅·拉托雷亞（Claire Latreia）
拉托雷亞家夫人。魯迪外婆、塞妮絲母親。神殿騎士團家系女主人。負責管理拉托雷亞本家房子。
賈爾加德·納修·威尼克（Galgard Nash Venick）
教導騎士團團長。瑞傑路德·斯佩路德摯友。

### 大森林
裘斯塔夫·泰德路迪亞（Gustav Dedoldia，聲：辻親八）
貓耳獸族。泰德路迪亞族的族長。基列奴的父親。
裘耶斯·泰德路迪亞（Gyes Dedoldia，聲：濱野大輝（日本）；陳彥鈞（台灣））
貓耳獸族。德路迪亞村戰士長。基列奴的哥哥。
蜜妮托娜·泰德路迪亞（Minitona Dedoldia，聲：井澤詩織）
貓耳獸族。裘耶斯的次女，莉妮亞的妹妹
提露塞娜·亞德路迪亞（Tersena Adoldia，聲：伊藤美來）
犬耳獸族。普露塞娜的妹妹。
拉庫拉娜（Rakrana，聲：小市真琴）
德路迪亞村的女戰士。
雷歐（聲：大地葉）
聖獸，被獸族尊崇如神明般的存在。狗與獅子之間的外型、銀色毛髮、身長兩米。少年期就對魯迪異常喜愛。

## 魔大陸

### 米格路德族村落
洛克斯·米格路迪亞（Rokkus Migurdia，聲：加藤將之）
米格路德族的村落之長。
洛因·米格路迪亞（Rowin Migurdia，聲：小林裕介）
洛琪希的父親。
洛嘉莉·米格路迪亞（Rokari Migurdia，聲：佐藤聰美）
洛琪希的母親。

### 利卡里斯城
奇希莉卡·奇希里斯（聲：井口裕香）
魔大陸著名的「魔界大帝」奇希莉卡，別名是魔眼的魔帝。是初代魔神與魔帝琪莉西斯·卡莉西斯的女兒。人魔大戰中，率領魔族的「魔界大帝」。體內持有12隻魔眼，分別有預知眼、萬里眼、魔力眼、透視眼等。

### 涅可洛斯要塞
阿托菲拉托菲·雷白克（Atoferatofe Rybak）
魔大陸的魔王之一，武鬥派，代表力量。涅克羅斯拉克羅斯的女兒。

## 其他角色
人神（Hitogami，聲：松本和香子）
在轉移事件後，出現在魯迪的夢中，自稱是「神」的可疑人物。給予魯迪神諭，但沒有要求回報。在最後的使徒基斯死後失去了一切可用的棋子，頓時覺得心灰意冷，明白到已經無法殺死投向龍神陣營的魯迪，決定在魯迪在世的時期不採取任何行動。
賈爾斯·庫利那（Gallus Cleaner，聲：竹内栄治）
走私組織的成員，北神流聖級劍士。
莉莉亞
再生神子。未來的甲龍歷500年，為了改變被阿斯拉王國召喚的勇者篠原秋人死亡的命運，把七星靜香召喚到異世界，結果造成了菲托亞領地的毀滅。